# Joan Field
Joan Field (Long Branch, 28 aprile 1915 – Miami Beach, 18 marzo 1988) è stata una violinista statunitense.

## Biografia e carriera
Joan Field nacque a Long Branch, New Jersey. Iniziò gli studi di violino all'età di 5 anni. Fu allieva di Franz Kneisel, Albert Spalding e Michel Piastro negli Stati Uniti e trascorse 4 anni a Parigi durante gli anni dell'adolescenza studiando con Jacques Chailley, Jacques Thibaud e George Enescu alla École Normale de Musique.
Fece il suo debutto al Municipio di New York nel 1934. A proposito di quella sera, The New York Times scrisse: "La musica di Miss Field è quella di una musicista attenta, sensibile e meticolosa". Suonò poi con importanti orchestre negli Stati Uniti, tra cui l'American Symphony Orchestra, la Detroit Symphony Orchestra, la Saint Louis Symphony, la Boston Symphony Orchestra, l'Orchestra Sinfonica di Cincinnati, l'Orchestra di Cleveland, l'Orchestra di Filadelfia e la Washington Symphony, oltre a cinque esibizioni da solista con la New York Philharmonic al Lewisohn Stadium e alla Carnegie Hall.
Nel 1937 recitò in recital per il presidente e la signora Franklin D. Roosevelt alla Casa Bianca. Durante gli anni '40, Field era regolarmente nella scena musicale di New York. Durante la seconda guerra mondiale fu il primo violino per il tour degli Stati Uniti del Ballet Russe de Monte Carlo, riprendendo quella posizione per la produzione originale di Broadway di Brigadoon nel 1947.
Nel 1944 iniziò una carriera radiofonica di successo alla stazione classica di New York WQXR, scrivendo e producendo più di 200 episodi del suo programma di interviste sulle esecuzioni "Note e citazioni" la domenica pomeriggio e apparendo come solista e concertista dell'orchestra d'archi Stromberg-Carlson.
Realizzò la prima registrazione della Sonata n. 1 di Charles Ives per violino e pianoforte insieme alla 3ª Sonata con il pianista Leopold Mittman. Tenne anche le prime esibizioni dei concerti per violino di Nicolai Berezowsky, Mana Zucca e Dai-Keong Lee, e la prima esecuzione americana della Sonata per violino n. 2 in Re di Prokofiev.
Il suo recital annuale nella Town Hall del 1956 suscitò questo commento sul New York Times: "Miss Field è una combinazione rara, un tecnico estremamente semplice che comprende anche che il compito dell'esecutore è quello di fare musica piuttosto che impostare un nuovo record per l'incisione. È vero che nel suono di bravura a Miss Field non manca assolutamente niente, ma la mera tecnica non ha mai il permesso di intralciare la musica."
Field fece molti concerti e registrò largamente in Europa negli anni '50 e nei primi anni '60, in particolare con il direttore d'orchestra americano espatriato Dean Dixon. Il suo strumento in quegli anni era un "modello lungo" del 1698 di Stradivari una volta di proprietà di Joseph Joachim. È anche comparsa come pianista accompagnatrice di colleghi di archi.
Residente da lungo tempo di Miami Beach, in Florida, si ritirò dal palcoscenico nel 1965. Morì a Miami Beach nel 1988.

## Discografia
Su Telefunken:
- Dvorak Violin Concerto in a minor/ Beethoven Romances for Violin and Orchestra; Berlin Symphony, Artur Rother, Conductor TCS 18046
- Bruch Concerto #1 in g minor/Mendelssohn Concerto in e minor; Berlin Symphony, Rudolf Albert, Conductor. 6.41308 AG and n.t. 1968
- Bruch Concerto #1 in g minor/Spohr Concerto in a minor "Gesangszene"; Berlin Symphony, Rudolf Albert, Conductor. LT 6634 and TCS 18031
- Mozart Concerto #5 in A/ Mendelssohn Concerto in e minor; Berlin Symphony, Rudolf Albert, Conductor. TC 8044

Su Lyrichord:
- Charles Ives Sonatas 1 and 3 for violin and piano (with Leopold Mittman). LL 17